# Krakauer Hochaltar

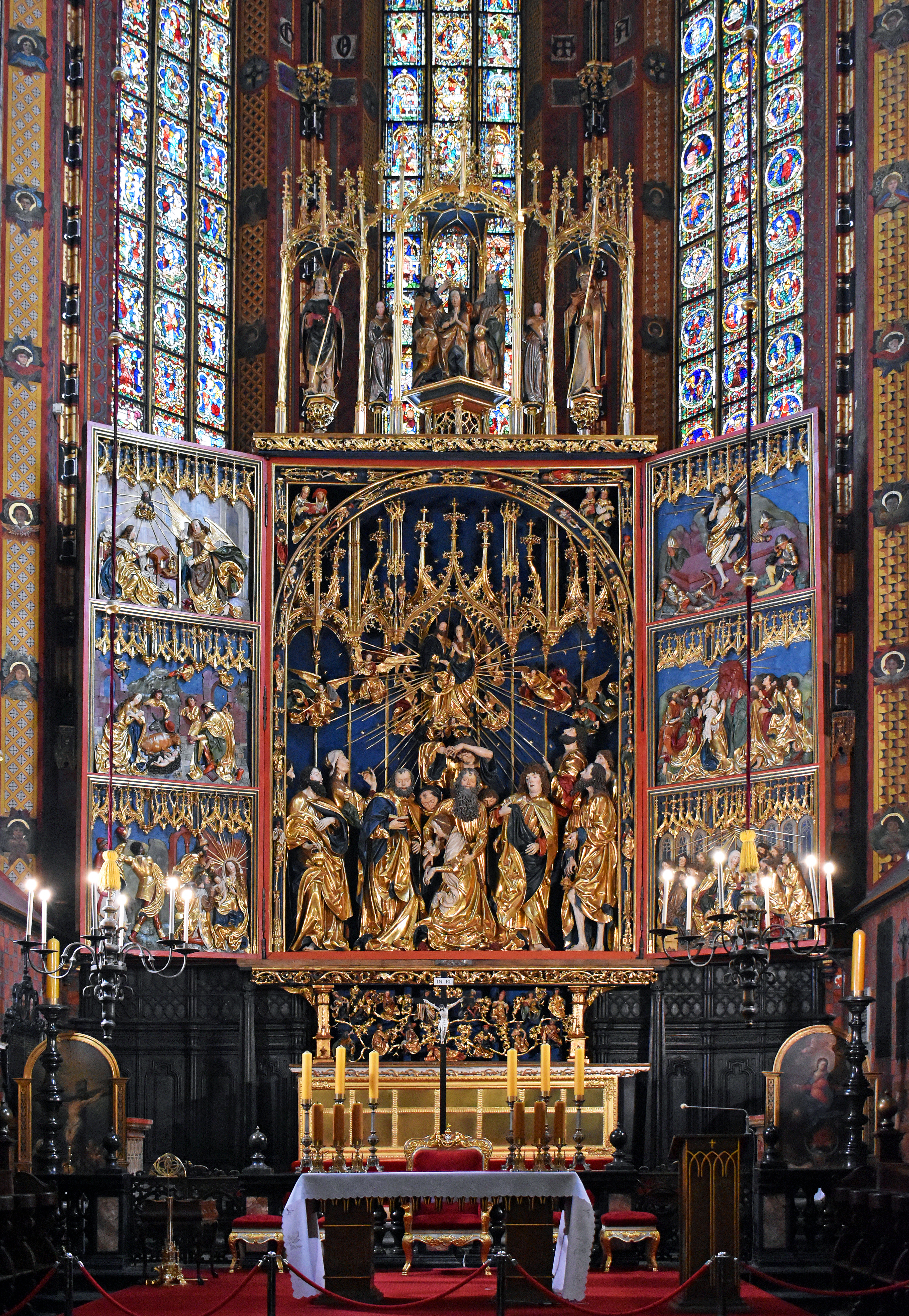
Krakauer Hochaltar – Die Festtagsseite

Der Krakauer Hochaltar in der Krakauer Marienkirche ist das erste gesicherte Werk des Bildschnitzers Veit Stoß und eines seiner Hauptwerke. Der 1489 eingeweihte spätgotische Wandelaltar besitzt einen Hauptschrein, zwei feststehende Außen- und zwei bewegliche Innenflügel. Der Schrein enthält annähernd vollplastische Figurengruppen, die einzelnen Flügel sind mit je drei Reliefs geschmückt. Die Schnitzarbeiten sind farbig gefasst und vergoldet. Thema des Altares ist die Verherrlichung Marias.

## Geschichte des Hochaltars
Wahrscheinlich wurde der alte Hochaltar aus dem 14. Jahrhundert durch den Einsturz des Chorgewölbes im Jahre 1442 zerstört. Er könnte aber auch durch einen Brand vernichtet worden sein. Drei Jahrzehnte später sprachen sich Krakauer Ratsherren und Bürger für die Anschaffung eines neuen Altars aus.Ref? Da es gute wirtschaftliche Beziehungen zu Nürnberg gab, fand man dort in Veit Stoß einen Künstler, an den man den Auftrag zur Fertigung des Altares vergab. Er wird wohl 1476 zu Planung, Vertragsabschluss und Beschaffung des Schnitzholzes nach Krakau gereist sein, bevor er 1477 seinen Wohnsitz dorthin verlegte und ein Haus kaufte. Bis zu 500 Jahre alte Baumstämme waren erforderlich, um die größten Figuren schnitzen zu können. Da die dickeren Stämme für die Skulpturen des Hauptschreins vier bis fünf Jahre zur Trocknung benötigten, begann er seine Arbeit 1477 mit dem Schnitzen der flachen Holzreliefs der Flügel. Er vollendete den neuen farbig gefassten und vergoldeten Hochaltar im Jahre 1489. Die Bürgerschaft Krakaus stiftete 2808 Gulden als Honorar für dieses Werk. Dieser Betrag soll dem Jahresbudget der damaligen Hauptstadt Krakau entsprochen haben. Auf zwölf Jahre Arbeit bezogen und angesichts der Tatsache, dass Veit Stoß mit dem Geld auch eine Werkstatt mit Mitarbeitern finanzieren musste, gilt dieser Betrag eher als gering. Um zu sparen, hat der Künstler wohl weitestgehend eigenhändig gearbeitet. Auch hat er diese Tätigkeit mehrmals für andere Arbeiten unterbrochen.

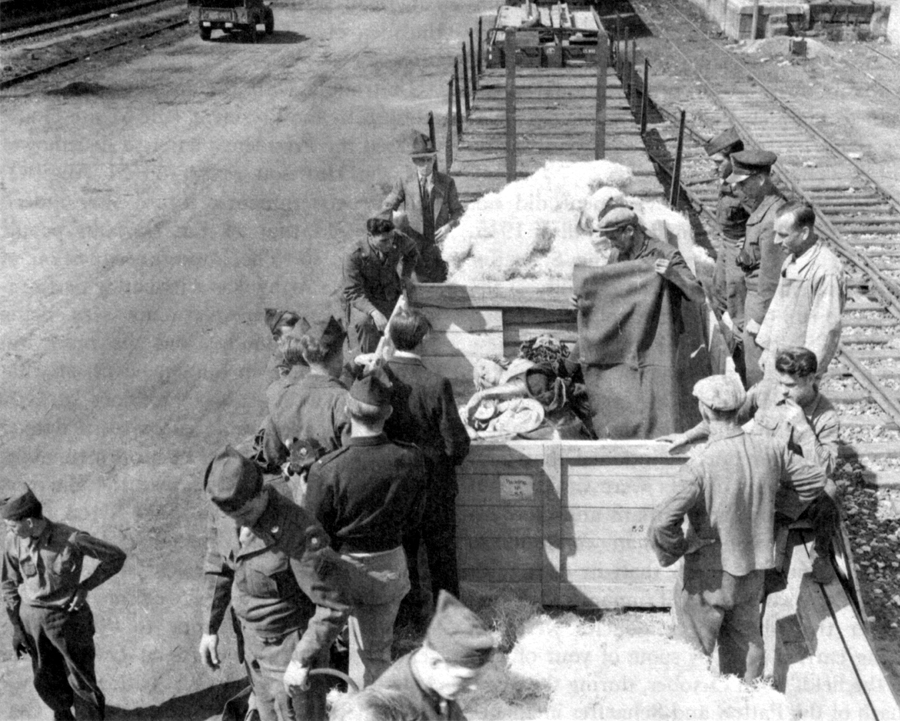
Rücktransport durch die US-Army nach Krakau

Umfangreiche Renovierungen des Altares fanden in den Jahren 1866–1871 und 1932–1933 statt.
Während des Zweiten Weltkrieges wurde der Krakauer Hochaltar von Kajetan Mühlmann beschlagnahmt und von Hans Posse für das geplante „Führermuseum“ in Linz als Beutekunst nach Großdeutschland verschleppt. Zum Schutz vor Bomben wurde er im Historischen Kunstbunker unter der Nürnberger Burg eingelagert. Nach Kriegsende wurde der Altar von der US-Army an die Stadt Krakau zurückgegeben, von 1946 bis 1950 konservatorisch behandelt und auf Beschluss der kommunistischen Behörden zunächst im Wawel ausgestellt. 1957 brachte man den Altar wieder auf seinen ursprünglichen Platz in der Marienkirche zurück.

## Beschreibung

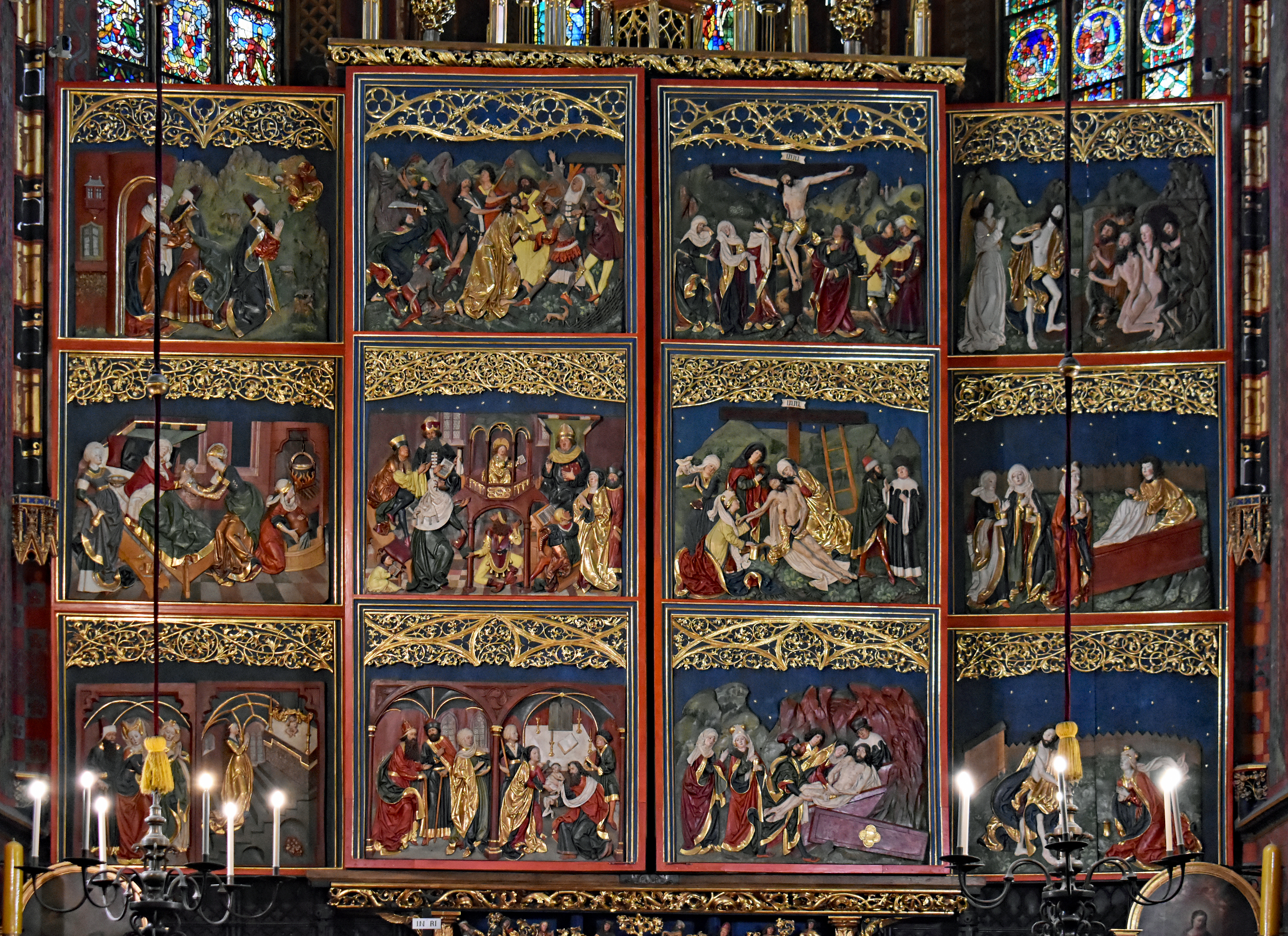
Krakauer Hochaltar – Die geschlossene Schauseite

Mit seiner Höhe von dreizehn und einer Breite von elf Metern ist er der größte spätgotische Schnitzaltar und beherrscht den Chorraum der Basilika. Der Wandelaltar hat zusätzlich zu den üblichen zwei beweglichen noch zwei feststehende Flügel, die es ermöglichen, dass nicht nur zu Feiertagen, wenn der Altar geöffnet ist, auch im geschlossenen Zustand die Gesamtbreite für sein Bildprogramm zu nutzen. Eine Rückansicht war nicht vorgesehen, die Rückseiten des Mittelteils und der unbeweglichen Flügel sind nicht dekoriert. Sowohl die Außenflügelvorderseiten als auch die Vorder- und Rückseiten der Innenflügel sind mit Reliefs versehen. Der Hauptschrein besteht aus zwei Szenen mit Gruppen von nahezu vollplastischen Figuren. Die bis zu 2,70 Meter hohen Schreinfiguren aus Lindenholz sind aus jeweils einem Stamm gefertigt. In der Predella und im Gesprenge, dem Unter- und Überbau des Gehäuses, wird das ikonographische Programm des Altars vervollständigt. Das gesamte Rahmenwerk des Altars besteht aus Eichenholz und wurde von einem sogenannten Kistler gefertigt.
Zentrales Thema des Flügelaltars ist Tod, Himmelfahrt und Krönung Mariens. Es wird umrahmt von Geschichten und Motiven aus dem Leben von Maria und Jesus. Fast alle Szenen beruhen neben den Evangelien mehr oder weniger stark auf apokryphen (nicht testamentarischen) Quellen, vor allem des 13. Jahrhunderts.

### Die Alltagsseite, die geschlossene Schauseite
Auf der Alltagsseite dominieren die Farben, Vergoldungen kommen eher spärlich vor. Als verbindendes Element wirkt die einheitlich blaue Hintergrundfarbe aller Reliefs, wobei der Hintergrund der sechs Reliefs auf der rechten Hälfte mit goldenen Sternen belegt ist. Auf der linken Seite finden sich die Sterne nur beim Motiv des zwölfjährigen Jesus im Tempel. Die geschlossenen Flügel zeigen zwölf Szenen aus dem Leben von Maria und Jesus:
| - Joachim und Anna - Mariä Geburt - Tempelgang Mariens | - Gefangennahme Christi - Zwölfjähriger Jesus im Tempel - Darbringung Jesu im Tempel | - Kreuzigung Jesu - Kreuzabnahme Jesu - Grablegung Jesu | - Christus in der Vorhölle - Die drei Marien am Grab - Christus erscheint Maria Magdalena als Gärtner |

Die drei ersten Reliefs beziehen sich auf die Zeit vor Christi Geburt. Der Zyklus beginnt mit der Verkündigung der Geburt Mariens an Joachim durch einen Engel. Als zweite Szene ist in diesem Relief die Begegnung Joachims mit seiner Frau Anna an der Goldenen Pforte zu sehen. In chronologischer Reihenfolge von oben nach unten ist dann die Geburt Marias und im dritten Relief ihr Tempelgang dargestellt. Der Tempelbereich ist zweigeteilt. Während sich ihre Eltern links in einem Vorraum befinden, ist Maria allein im Heiligtum, steigt die Stufen zu einem Altar hinauf, auf dem ihr der zukünftige Sohn Jesus als Kind erscheint – ein einzigartiges Motiv. Unter den Stufen werden in Gestalt kleiner Kinder die armen Seelen im Fegefeuer gezeigt, die auf ihre Erlösung warten.
Rechts neben diesem Relief (zuunterst auf dem linken Innenflügel) befindet sich die Darbringung Jesu im Tempel, bei der Simeon Jesus als kommenden Erlöser erkennt. Das mittlere Relief darüber scheint auf den ersten Blick die Geschichte des zwölfjährigen Jesus im Tempel darzustellen. Bei näherer Betrachtung ist erkennbar, dass Veit Stoß eine ähnliche Erzählung aus einer apokryphen Quelle integriert hat, nämlich die des fünfjährigen Jesus in der Schule des Zachäus aus dem Arabischen Kindheitsevangelium. Im Vordergrund liegt vor Jesus ein Philosoph am Boden, der ihm eine astronomische Frage gestellt hatte und ihn, beeindruckt von seiner Antwort, als höchsten Lehrer respektiert. Durch Maria und Josef, die ihren Sohn im Tempel wiederfinden, schlägt der Künstler dann eine Brücke zum Motiv des zwölfjährigen Jesus im Tempel. Mit der dramatisch gestalteten Gefangennahme Christi im oberen Feld erfolgt nun ein großer Sprung von der Kindheit Jesu direkt zur Passion.
Auf der rechten Hälfte verläuft die chronologische Abfolge jeweils von oben nach unten. Auf die Kreuzigung folgt die Abnahme vom Kreuz mit der Beweinung Christi und seine Grablegung. Rechts oben sehen wir Christus in der Vorhölle, der Adam und Eva erlöst und damit die gesamte Menschheit. Maria wird als neue Eva präsentiert. Die drei Marien am Grab sind Zeugen, dass auch Christus’ Körper das Grab verlassen hat und verwandelt wurde, zu Maria Magdalena spricht Jesus das „Noli me tangere“, das Verbot, ihn zu berühren, als er ihr als Gärtner erscheint.
Kleinere Abweichungen bei den Tafeln von Mariä Tempelgang und der Darbringung Jesu im Tempel lassen den Schluss zu, dass Veit Stoß diese beiden schon 1476 als Probearbeiten gefertigt und vorgelegt hat.

### Die geöffnete Altaransicht
Die Festtagsseite, vor allem der Hauptschrein, ist von großflächigen Vergoldungen geprägt; Schrein und Flügel sind durch einheitlich blauen Hintergrund zu einem harmonischen Ganzen gefügt. Die blauen Gewölbe über den Figuren im Gesprenge und der gleichfarbige Hintergrund der Predella tragen ebenfalls zu diesem Eindruck bei. Der Hintergrund des Hauptschreines ist übersät mit Sternen. Das trifft auch auf die blauen Flächen bei den Reliefs von Geburt, Auferstehung und Himmelfahrt zu. Während auf den Flügeln die zeitliche Abfolge der Szenen von oben nach unten verläuft, ist im mittleren Bereich unter Einschluss von Predella und Gesprenge die Reihenfolge gegenläufig und führt gleichzeitig aus der irdischen genealogischen Verwurzelung bis in die höchsten himmlischen Sphären des Thrones der Dreifaltigkeit.

#### Die Flügel
Die geöffneten Flügel zeigen in sechs Szenen die Höhepunkte aus dem Leben von Maria und Jesus. Die großen christlichen Feste von Mariä Verkündigung über Weihnachten, Ostern, Christi Himmelfahrt bis Pfingsten kommen hier zur Darstellung:
| - Mariä Verkündigung - Geburt Christi - Anbetung der Heiligen drei Könige | - Auferstehung Christi - Christi Himmelfahrt - Ausgießung des Heiligen Geistes |

Parallel zur Verkündigung der Geburt Mariens an Joachim auf der Alltagsseite beginnt die Festtagsseite mit der Verkündigung der Geburt Christi an Maria und stellt hier das Dogma von der Fleischwerdung des Wortes Gottes vor Augen. Es folgt die Darstellung der Geburt mit der Anbetung des Jesuskindes durch die Hirten. Josef hatte ursprünglich eine Laterne in der Hand, die verloren gegangen ist. Das letzte Relief des linken Flügels hat die Anbetung der drei Weisen aus dem Morgenland zum Thema und zeigt, dass auch die Gelehrten außerhalb der jüdischen Welt die Wahrheit über die Menschwerdung von Gottes Sohn erkannt haben. Veit Stoß zeigt die Gelehrten als Vertreter der drei Weltteile und der drei Lebensalter.
Beim ersten Bild des rechten Flügels, der Auferstehung, ist die Kreuzesfahne in der Hand des Christus abhandengekommen. Bei der Himmelfahrtsszene sind nur die Fußspuren Christi auf dem Gipfel des Berges dargestellt; gezeigt wird die Reaktion der Apostel auf seine Himmelfahrt. Eine leichte Beschädigung ist im Feld mit dem Pfingstereignis festzustellen; die Heilig-Geist-Taube ist nicht mehr vorhanden, nur die von ihr ausgehenden Strahlen treffen auf Maria und die versammelten Apostel.

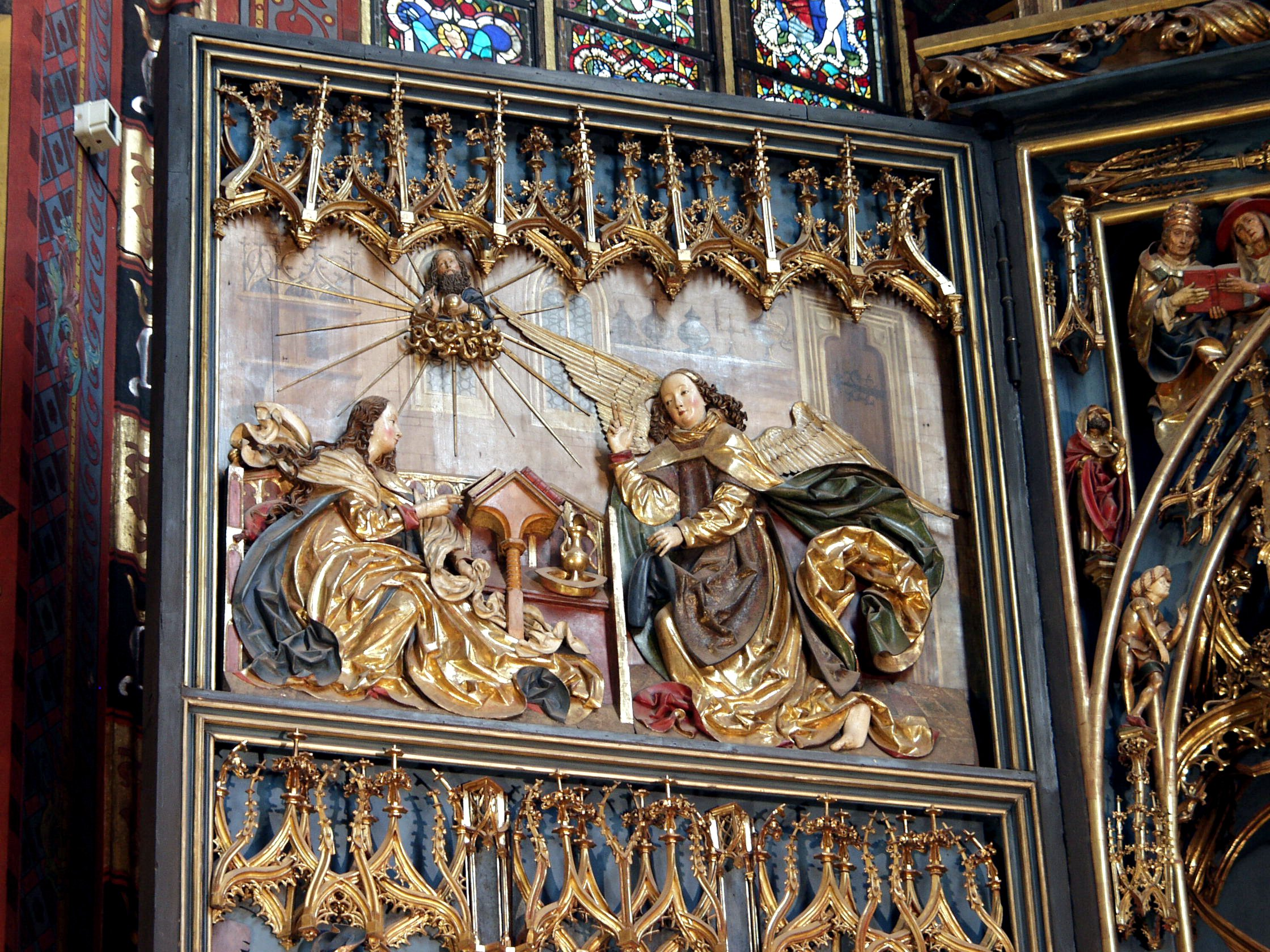
Linker Flügel: Mariä Verkündigung
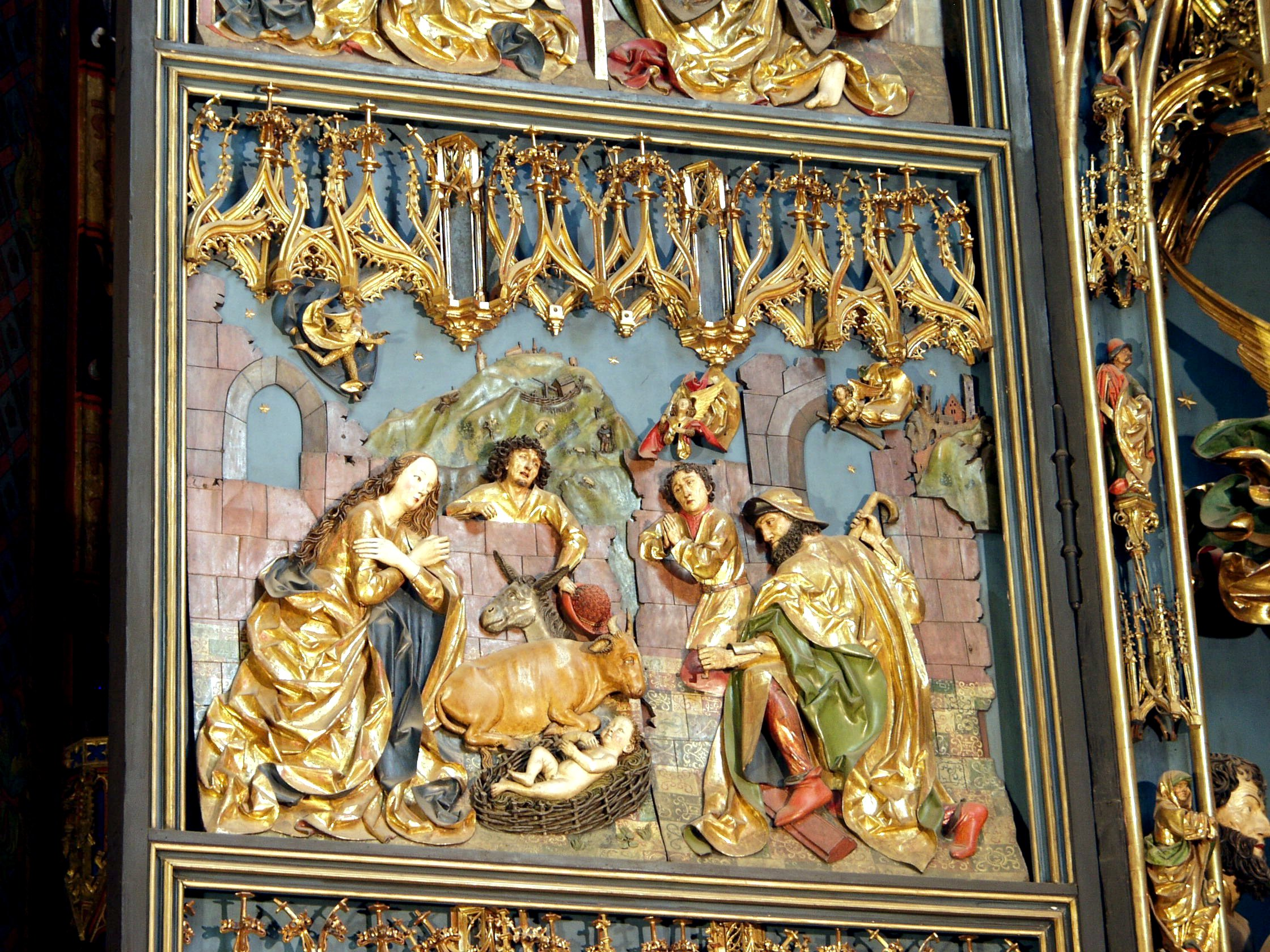
Linker Flügel: Geburt Christi
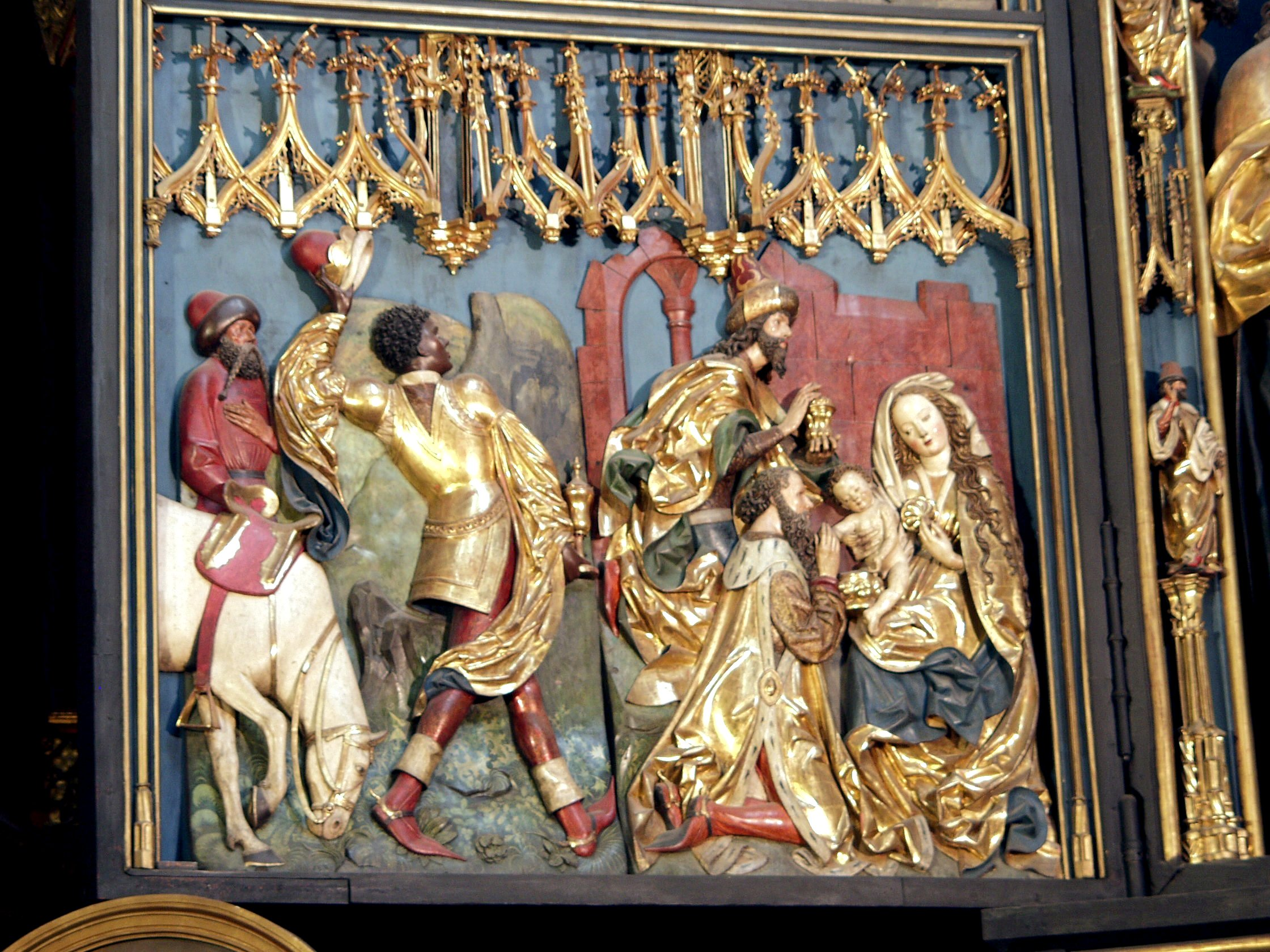
Linker Flügel: Anbetung der Heiligen drei Könige

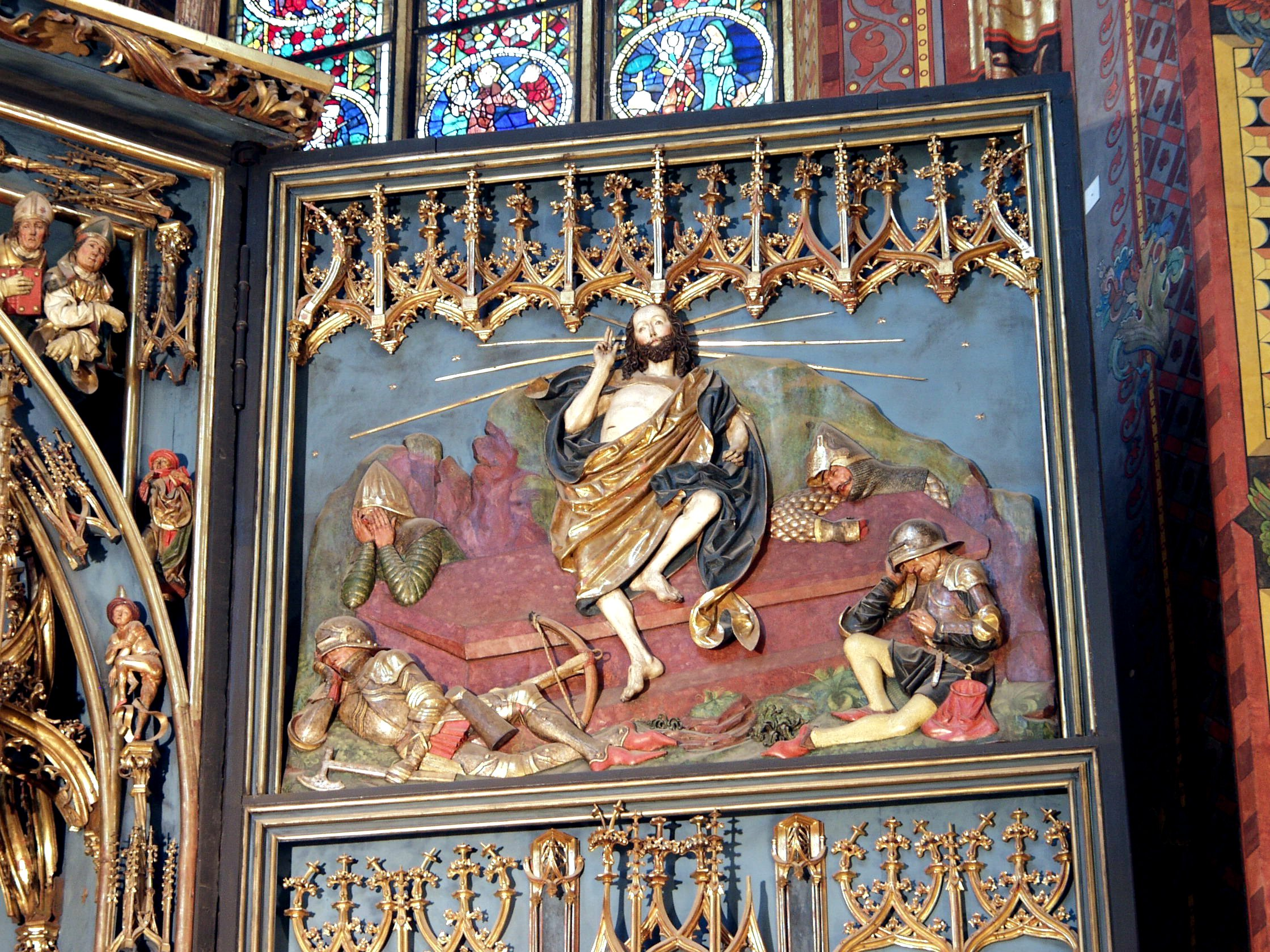
Rechter Flügel: Auferstehung Christi
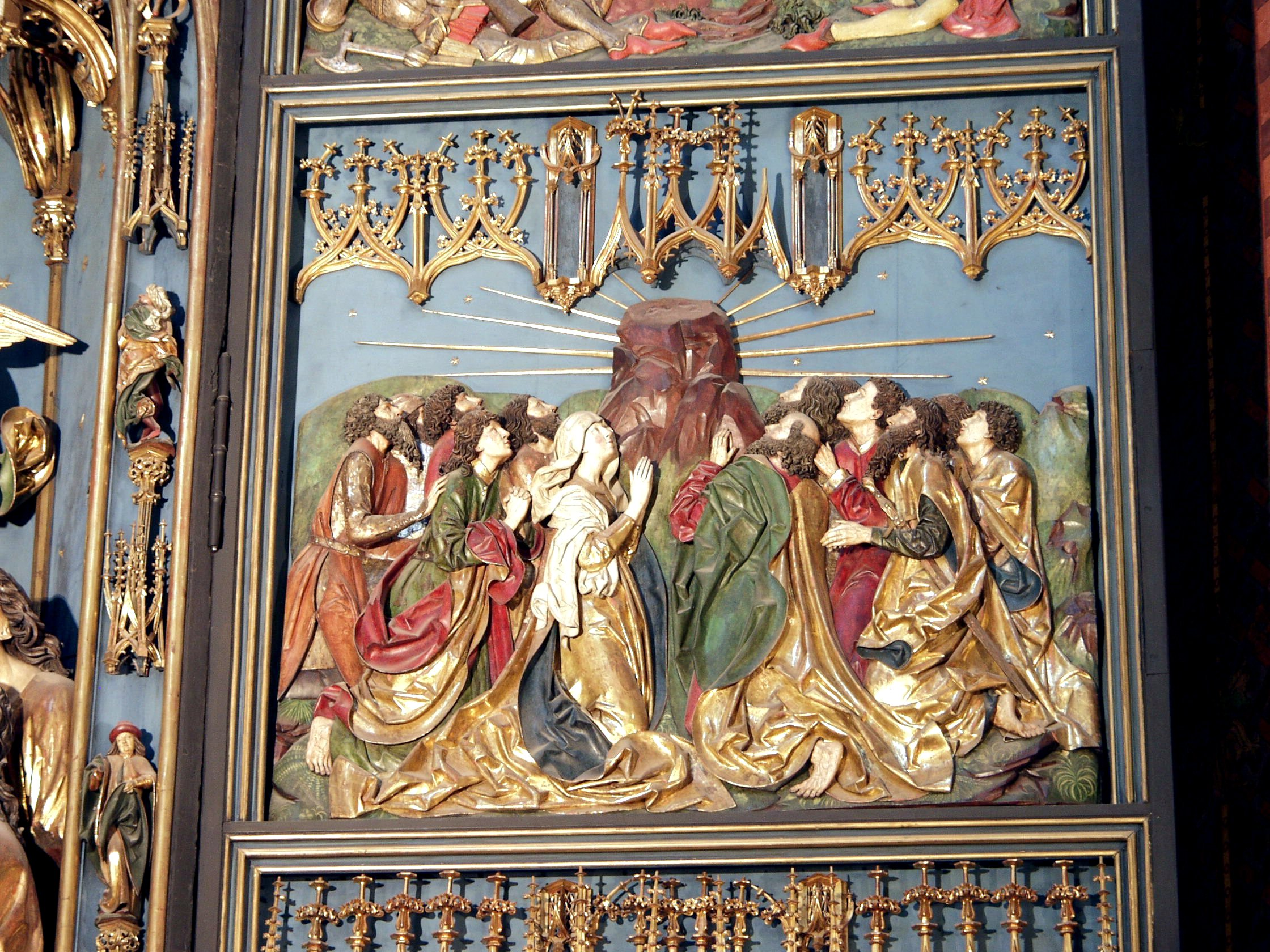
Rechter Flügel: Christi Himmelfahrt
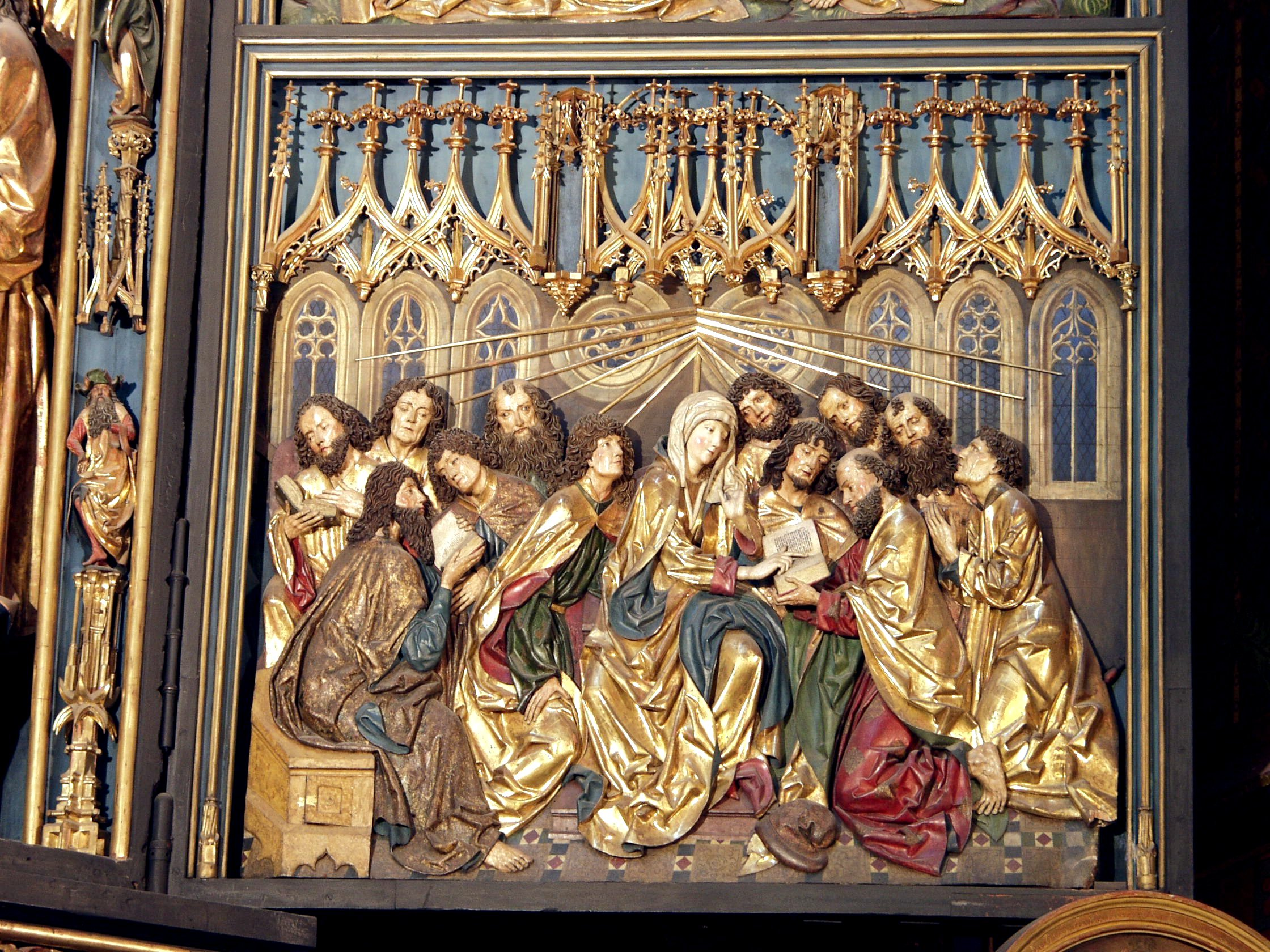
Rechter Flügel: Ausgießung des Heiligen Geistes

#### Der Hauptschrein
Im Hauptschrein ist der Tod Mariens inmitten der zwölf Apostel dargestellt. Veit Stoß zeigt Maria in jugendlicher Schönheit, wie sie auf ihre Knie gesunken ist und von Paulus aufgefangen wird. Abweichend von dieser Interpretation wird der Apostel in manchen Quellen auch für Jakobus den Älteren gehalten. Neben der sterbenden Maria stehen rechts Johannes, der als einziger Apostel bei Christi Tod unter dem Kreuz stand, und links Petrus. Zu den fünf Aposteln, die in der vorderen Reihe in voller Größe zu sehen sind, gehören noch Jakobus der Ältere und Andreas. Von den restlichen sieben Aposteln gibt es im Hintergrund nur Kopf- oder Brustbilder. Allen ist gemeinsam, dass sie keine Zuschauer sind, sondern Tätigkeiten ausführen. Einer hält ein Weihrauchfass, ein anderer ein Becken mit Weihwasser, ein dritter löscht eine Kerze, während ein weiterer händeringend seine Gefühle zum Ausdruck bringt. Es ist eine Szene wie in einem Schauspiel. Der Schrein hat die Funktion einer Bühne übernommen.
Über den Köpfen der Apostel befindet sich als zweite Szene die Aufnahme Mariens in den Himmel. Christus ist selbst gekommen, seine Mutter abzuholen. Drei Engelpaare tragen die beiden nach oben; zwei sind seitlich angeordnet, ein Paar unter ihnen. Vier musizierende Engel begleiten die Gruppe. Von den Aposteln richtet nur Thomas seinen Blick auf dieses Geschehen und stellt so eine Verbindung zwischen den beiden Ebenen her. Nach der Vita rhythmica, einem lateinischen Text aus dem 13. Jahrhundert, sah allein der „ungläubige“ Thomas den zum Himmel getragenen Leib Mariens.
Über gotischem Zierrat, der in der Mitte kielförmig in die Höhe gerichtet und mit vier Heiligenfigürchen versehen ist, begrenzt ein Bogen die Szenerie, der auf beiden Seiten in die rechteckige Einrahmung mündet. In dieser Umrahmung befinden sich Figürchen der zwölf kleinen Propheten. Der Bogen symbolisiert das Tor zum Himmel. In den beiden Ecken über ihm befinden sich, paarweise angeordnet, die vier lateinischen Kirchenväter, im Rahmen darüber die vier großen Propheten. Mit Ausnahme der Kirchenväter befinden sich die kleinen Figuren auf ihren Plätzen nicht mehr in der originalen Reihenfolge.

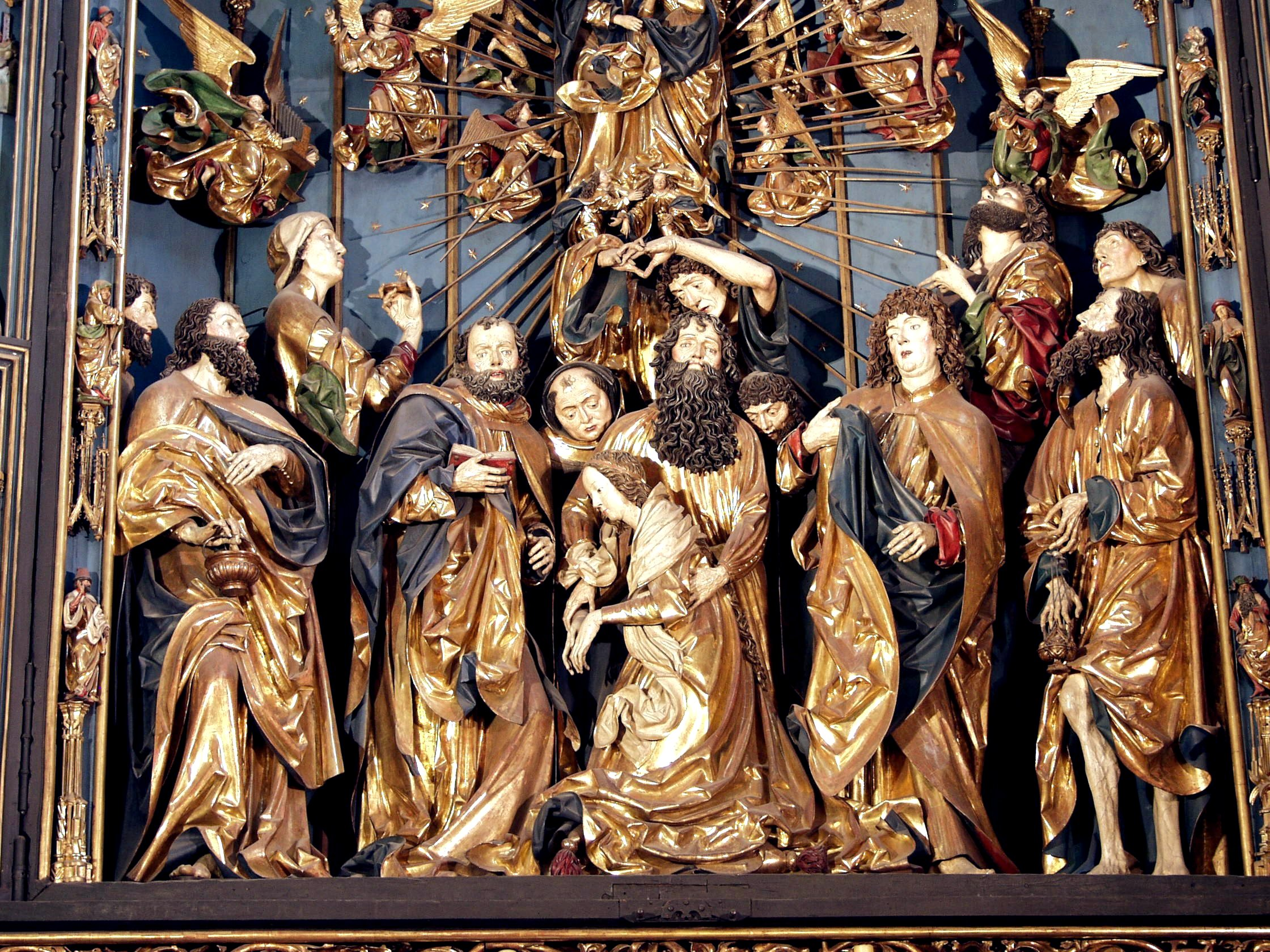
Hauptschrein: Tod Mariens
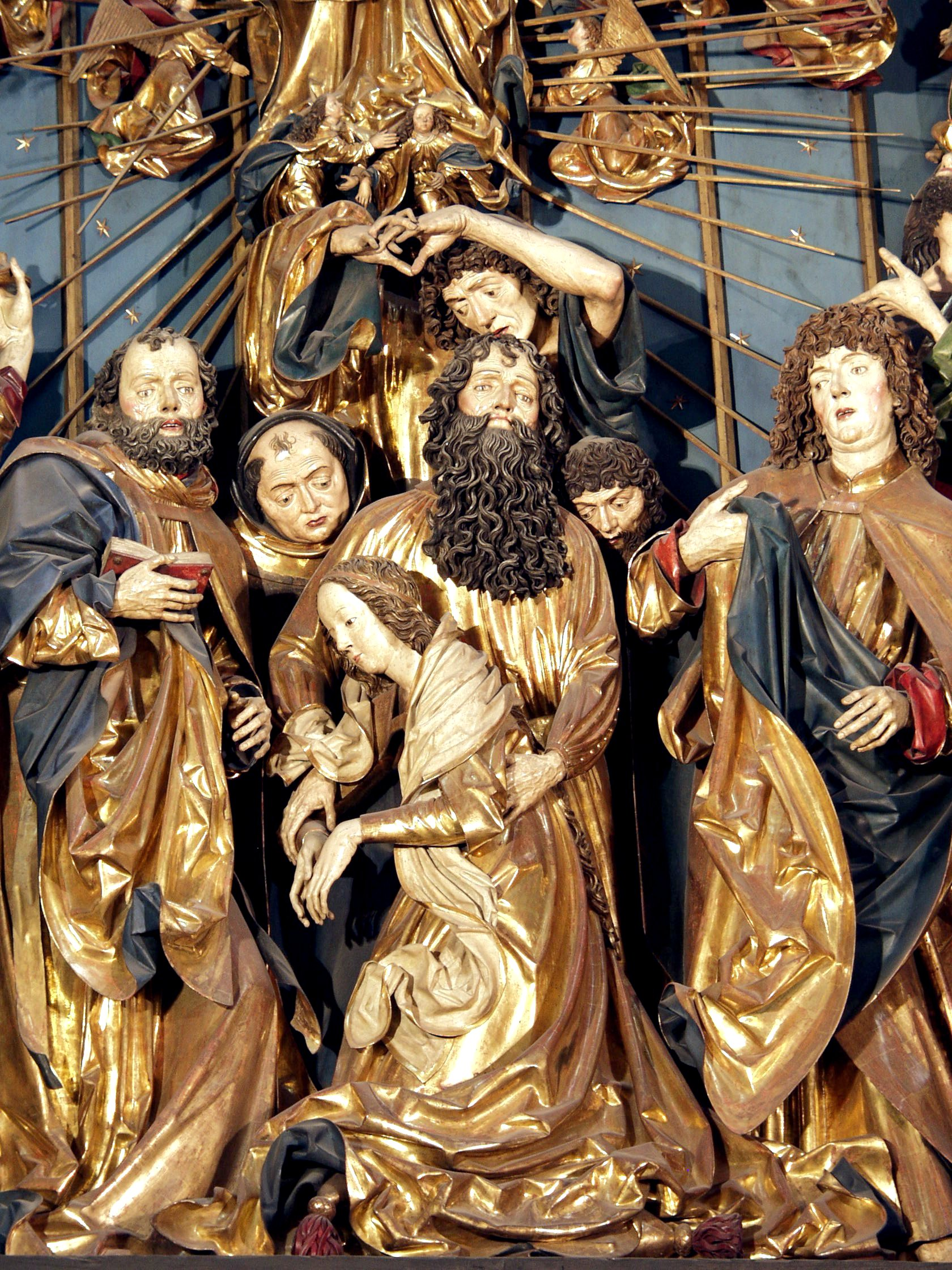
Hauptschrein: Tod Mariens (Detail)
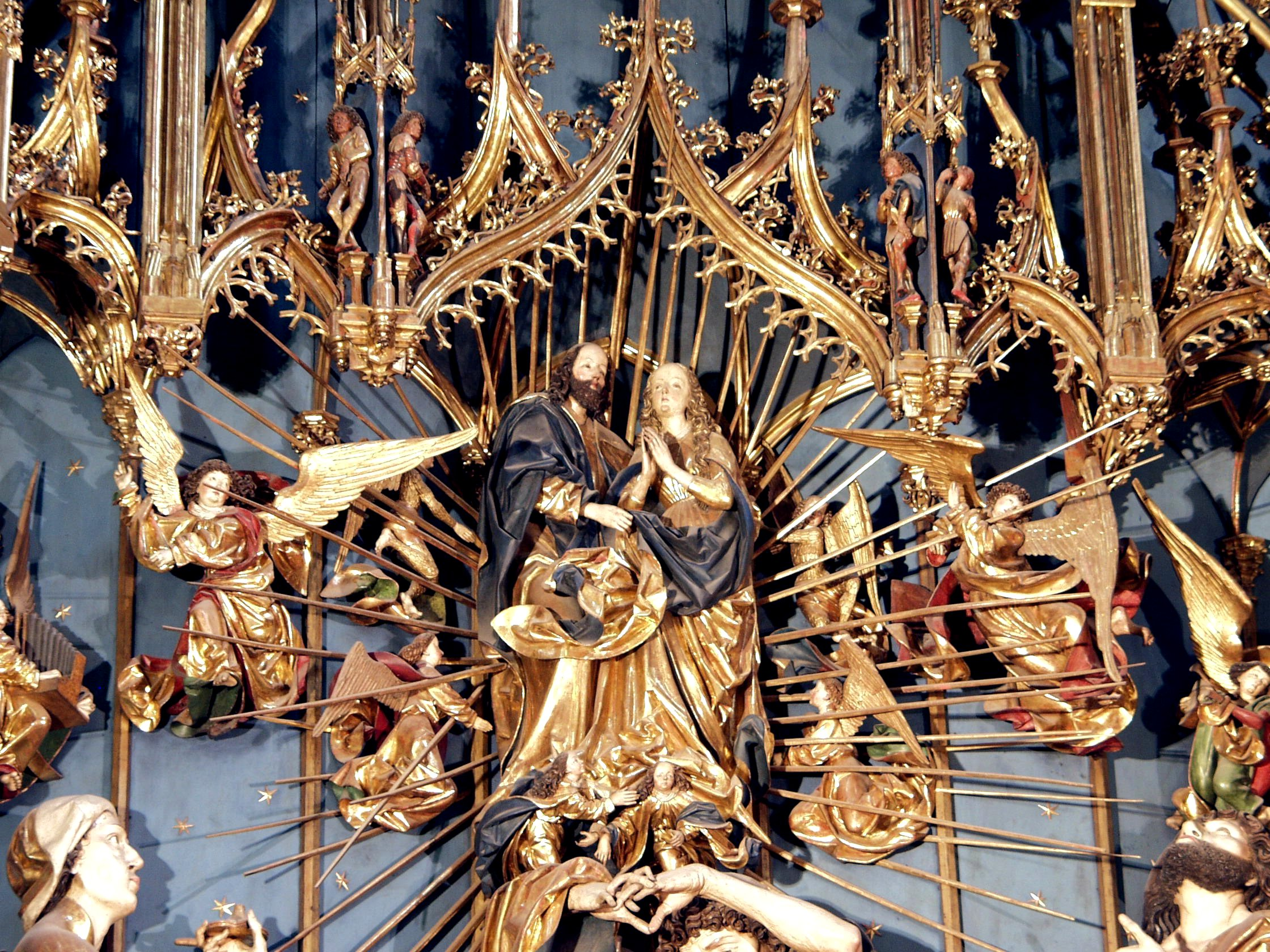
Hauptschrein: Mariä Himmelfahrt

### Die Predella

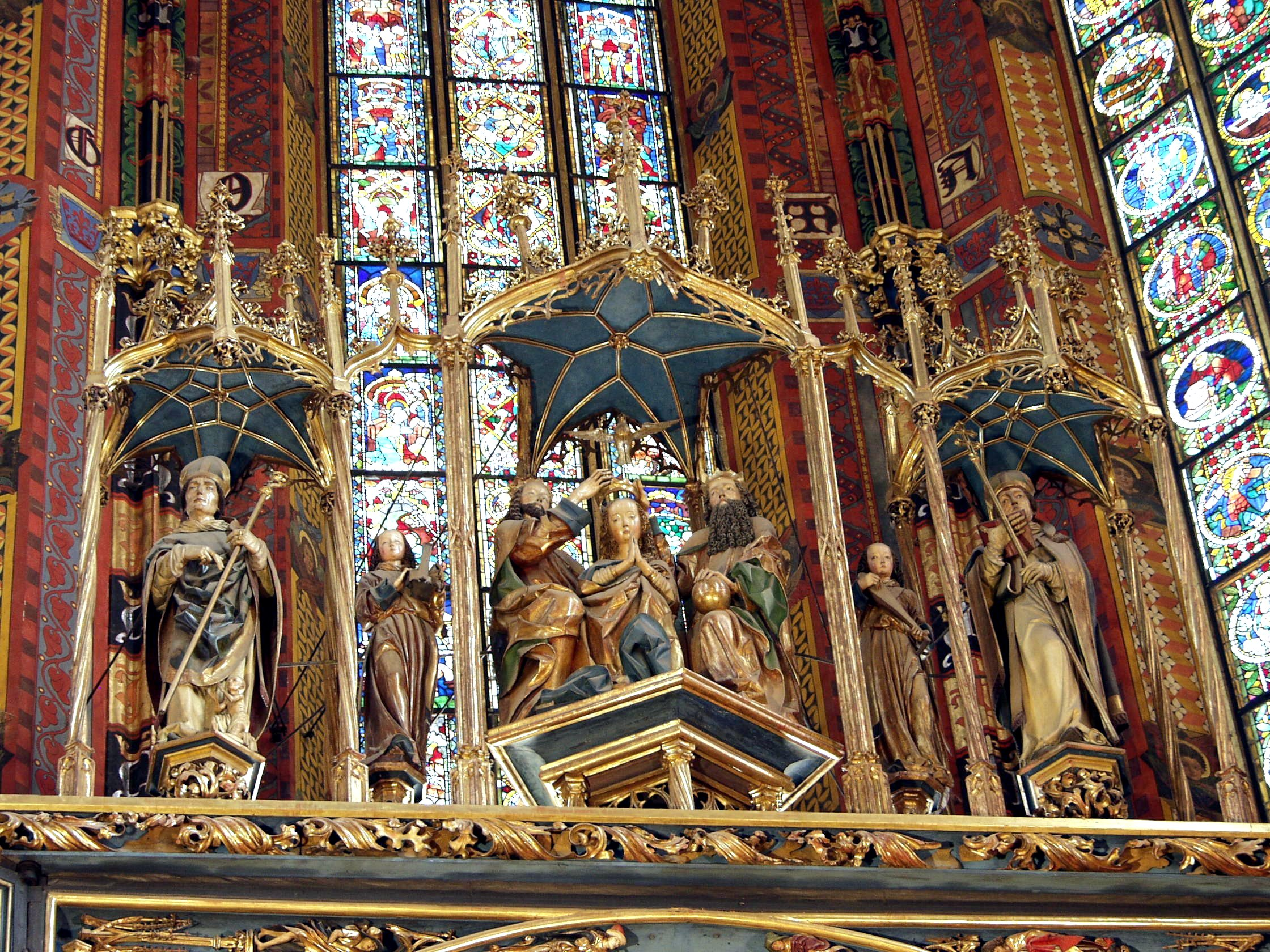
Gesprenge: Krönung Mariens mit St. Stanislaus und St. Adalbert

In der Predella befindet sich eine Darstellung der Wurzel Jesse, des Stammbaumes Jesu. Aus dem Körper des Vaters von König David wächst der Stamm einer Weinrebe, an dessen Verästelungen vierzehn Vorfahren Jesu angebracht sind; der höchste Ast auf der linken Seite führt zu Maria. Im Matthäusevangelium (Mt 1,17) ist von zweimal vierzehn Generationen die Rede, Veit Stoß beschränkt sich auf die Wiedergabe der Hälfte, um Jesu Existenz in der Geschichte zu verankern. Der Hauptstamm zeigt nach oben, in Richtung der sterbenden Maria und weiter zu Christus, der Maria in den Himmel aufnimmt.

### Das Gesprenge
Das Gesprenge des Altars zeigt in der Mitte die Krönung der knienden Maria durch die Heilige Dreifaltigkeit, flankiert von zwei Engeln als Repräsentanten der Engelschöre, sowie links den Schutzpatron von Krakau, den Heiligen Stanislaus und rechts den Heiligen Adalbert, zwei Nationalheilige Polens.